# Philipp Hochmair
Philipp Hochmair (pronunciación en alemán: /ˈfɪǀɪp ˈhoːxmɑɪɐ/; Viena, 16 de octubre de 1973) es un actor austriaco.

## Biografía
Philipp Hochmair nació y creció en Viena (Austria), donde descubrió su pasión por la literatura, el cine y el teatro. Su madre era médico y solía hacía guardias en los teatros, lo que le permitió asistir a representaciones teatrales y de ópera desde muy joven. Tras el instituto, estudió interpretación en el Seminario Max Reinhardt de Viena y en el Conservatorio Nacional Superior de Arte Dramático de París. Klaus Maria Brandauer lo seleccionó para asistir a sus clases magistrales, graduándose tras cuatro años de preparación. En 2012, Brandauer y Hochmair protagonizaron juntos el drama sobre el alzhéimer La Extinción (Die Auslöschung), de Nikolaus Leytner, interpretando a un padre y su hijo.

### Teatro

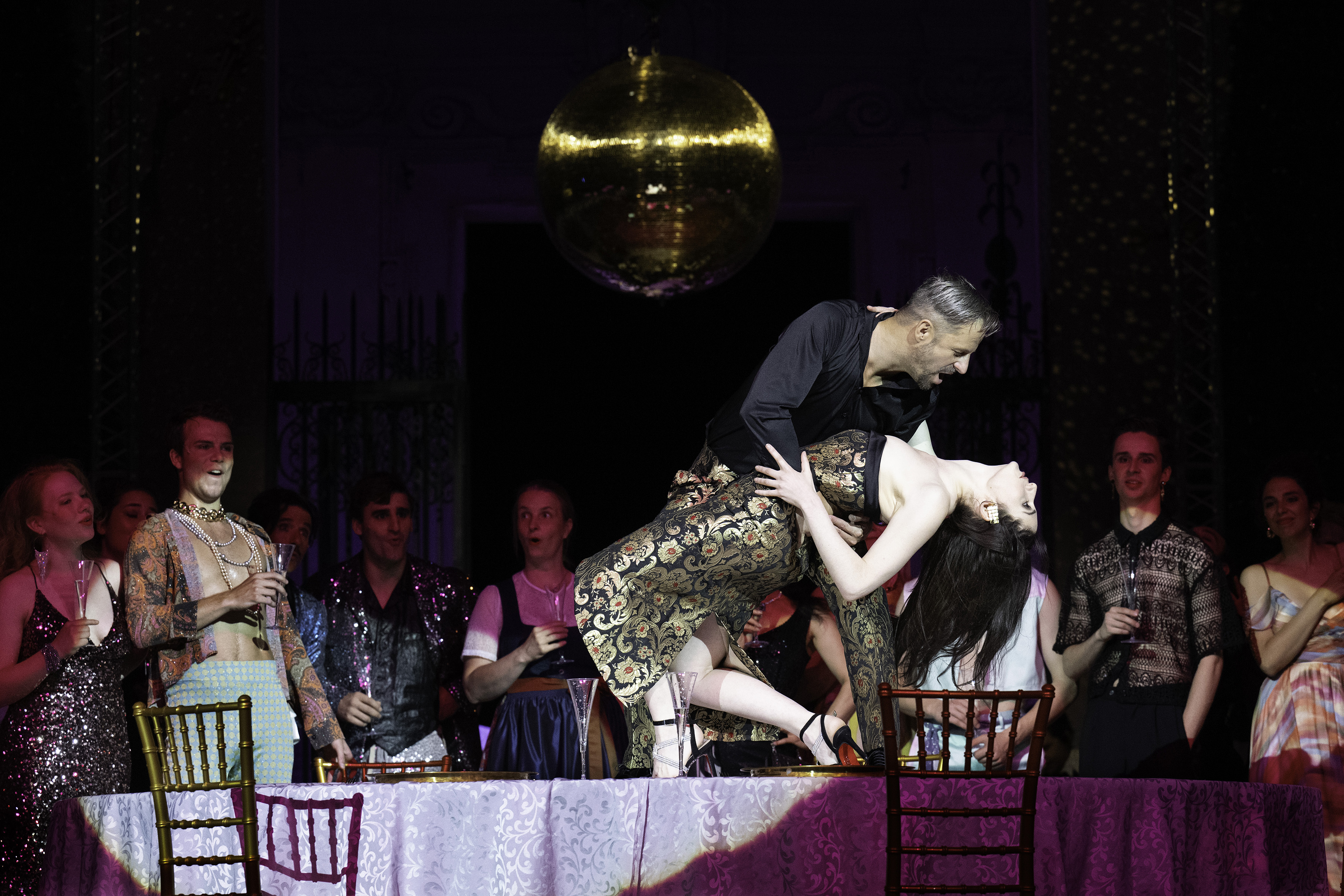
Jedermann de Hugo von Hofmannsthal, Festival de Salzburgo 2024

De 2003 a 2009 trabajó en el Burgtheater vienés (admitido en la galería de honor). Cuando dejó el Burgtheater en 2009, trabajó en el Teatro Thalia de Hamburgo hasta 2016. Aparte de esto, tuvo compromisos en el Schauspielhaus de Hamburgo, el Staatstheater de Hannover, la Volksbühne de Berlín y en el Schauspielhaus de Zúrich.
En el verano de 2024, Hochmair asumirá el papel de Jedermann en la obra Jedermann, de Hugo von Hofmannsthal, en el Festival de Salzburgo.

### Cine y televisión
Ha participado en numerosas películas y series de televisión austriacas y alemanas, interpretando papeles principales, como Die Manns - ein Jahrhundertroman (dirigida por Heinrich Breloer: 30.º Premio Emmy Internacional), Winterreise (director Hans Steinbichler), El día y la noche (dirigida por Sabine Derflinger), Los huérfanos (dirigida por Marie Kreutzer) y El brillo del día (de Tizza Covi y Rainer Frimmel), La Extinción (director: Nicholas Leytner), Tomcat (de Händl Klaus) y Animals (dirigida por Greg Zglinksi).
En la serie Vorstadtweiber, encarna a un político homosexual corrupto y cínico, que pierde la cabeza y se convierte en un asesino.
En la serie de Netflix Freud (2019), interpreta a un conde malvado, obsesionado por los poderes oscuros.
En la tercera temporada de Charité (producción alemana de Netflix, 2020), Hochmair interpreta al profesor Prokop, un patólogo forense austriaco reconocido internacionalmente por su influencia en la medicina forense y la política de investigación durante la República Democrática Alemana.
Blind ermittelt (desde 2017) se centra en el personaje de Hochmair, Alexander Haller, un excomisario ciego que perdió la vista y a su mujer en una explosión.
"Candelaria" es una de sus primeras producciones internacionales, dirigida por Jhonny Hendrix Hinestroza. Se rodó en Cuba en 2016.
La Conferencia (en alemán Die Wannseekonferenz de Matti Geschonneck, 2022), un docudrama multipremiado, Hochmair interpreta a Reinhard Heydrich, responsable de organizar y coordinar el Holocausto en la Conferencia de Wannsee en Berlín el 20 de enero de 1942.

## Filmografía seleccionada

### Cine
- 1996: Lucie Aubrac de Claude Berri: soldado alemán
- 1999: Marthas Töchter de Oliver Hirschbiegel: hijo
- 1999: Tigermilch de Elisabeth Fiege
- 1999: Nachtfalter de Franz Novotny: Otto
- 2000: Das Experiment de Oliver Hirschbiegel: Lars
- 2002: Die rote Jacke de Florian Baxmeyer: UN-paramédico
- 2005: Winterreise de Hans Steinbichler: Xaver Brenninger
- 2009: Die blaue Stunde de Nicolai Max Hahn: hombre
- 2010: Tag und Nacht de Sabine Derflinger: Mario
- 2011: Die Vaterlosen de Marie Kreutzer: Niki
- 2011: Arschkalt de André Erkau: Weynfeldt
- 2012: Der Glanz des Tages de Tizza Covi et Rainer Frimmel: Philipp
- 2013: Talea de Katharina Mückstein: Stefan
- 2016: Tomcat (Kater) de Klaus Händl: Andreas
- 2017: Animals de Grzegorz Zgliński: Nick
- 2017: Candelaria - Ein kubanischer Sommer de Jhonny Hendrix Hinestroza: El Carpintero
- 2019: Ich war noch niemals in New York de Philipp Stölzl: médico
- 2019: Glück gehabt de Peter Payer: Artur
- 2020: La sala de cristal de Christian Lerch: Feik
- 2024: Der Soldat Monika de Paul Poet: La otra Monika

### Televisión
- 1999-2019: Tatort: Bogdan / Jan Beckern / Peter Altmann / Paul Schemerl / Wolfgang
- 1999: Bella Block: Blinde Liebe de Sherry Hormann
- 1999: Die Biester de Sören Bretzinger: Jürgen
- 2000: Ein mörderischer Plan de Matti Geschonneck: Sr. Peters
- 2000: Die Manns - Ein Jahrhundertroman de Heinrich Breloer: Golo Mann
- 2001: Boomtown - Es leckt de Tom Zenker: Chris
- 2001: Die Hoffnung stirbt zuletzt de Marc Rothemund: Andreas
- 2002: Mörderische Elite de Florian Baxmeyer: Henning
- 2003: Doppelter Einsatz: Die Wahrheit stirbt zuletzt de Dror Zahavi: Hannes Jessen
- 2007: Polly Adler: Die Entführung de Peter Gersina: Dennis
- 2008: SOKO Donau: Nachts kaum Abkühlung de Erwin Keusch: Fipsi Galen
- 2012: Blutadler de Nils Wilbrandt: Harald Frantzen
- 2012: Die Auslöschung de Nicolaus Leytner: Theo
- 2013: Der Glanz des Tages de Tizza Covi, Rainer Frimmel: Philipp
- 2013: Ein starkes Team: Die Frau des Freundes de Maris Pfeiffer: Sebastian Hauser
- 2014: Marie Brand und das Mädchen im Ring de Josh Broecker: El profesor Neu
- 2014: Madame Nobel de Urs Egger: Arthur von Suttner
- 2014: Männertreu de Hermine Huntgeburth: Rebensburg
- 2014: Clara Immerwahr de Harald Sicheritz: David Sachs
- 2014: In der Falle de Nina Grosse: Clemens Carstensen
- 2015-2022: Vorstadtweiber de Harald Sicheritz, Sabine Derflinger y Mirjam Unger: Dr. Joachim Schnitzler
- 2015: Polizeiruf 110: Wendemanöver de Eoin Moore: Joseph Tischendorf
- 2015: Blochin de Matthias Glasner: Secretario de Estado Lukasz
- 2015: Meine fremde Frau de Lars Becker: Lukas Horvath
- 2015: Kleine große Stimme de Wolfgang Murnberger: Hans Reschke
- 2016: Solo für Weiss: Das verschwundene Mädchen de Thomas Berger: Matthias Matter
- 2016: Die Toten vom Bodensee: Stille Wasser de Andreas Linke: Peter Rademann
- 2017: Viel zu nah de Petra Katharina Wagner: Oliver
- 2018-2024: Blind ermittelt (serie de televisión) de Katharina Mückstein et Jano Ben Chaabane: Alexander Haller
- 2018: Nachtschicht - Es lebe der Tod de Lars Becker: Observador de aves
- Deutschland 86: Frank Winkelmann
- 2019: Der beste Papa der Welt de Sascha Bigler: Arthur Donnersberg
- 2019: Ein Dorf wehrt sich de Gabriela Zerhaus: August Eigruber
- 2019: SOKO Wien: Ritterschlag de Holger Gimpel: Joachim Kramp
- 2019: Friesland: Hand und Fuß de Isabel Prahl: Michael Meissner
- 2019: Maria Theresia (serie de televisión) de Robert Dornhelm: Baron von der Treck
- 2020: Freud (serie de televisión) de Marvin Kren: Viktor von Szápáry
- 2020: Liebe verjährt nicht de Sebastian Hilger: Herbert Runknagel
- 2020: Nicht tot zu kriegen de Nina Grosse: Jimmy Lanz
- 2021: Letzter Gipfel de Julian Pölsler: Fritz Wallner
- 2021: Charité (serie de televisión) de Christine Hartmann: Otto Prokop
- 2021: Blackout (serie de televisión) de Lancelot von Naso, Oliver Rihs: Till
- 2021: Meiberger: Mörderisches Klassentreffen de Michael Podogil: Martin Mars
- 2022: La Conferencia de Matti Geschonneck: Reinhard Heydrich
- 2023: Kleine Eheverbrechen de Christian Werner: Gilles
- 2024: Helgoland 513 (serie de televisión) de Robert Schwentke: Silbermann
- 2024: Deep (serie de televisión) de Aurélien Molas: Frantz
- 2024: Der Geier - Die Tote mit dem falschen Leben de Christian Werner: Lukas Geier

### Documentaciones
- 2020: Philipp Hochmair - Eine Reise mit Jedermann de Bernadette Schugg, Philipp Hochmair
- 2021: Jedermann und ich de Katharina Pethke
- 2021: Jedermann auf Reisen de Wolfgang Tonninger
- 2023: Jedermann und Ich - Ein Porträt in 3 Kapiteln de Philipp Hochmair y Katharina Pethke
- 2024: Philipp Hochmair: Zwischen Himmel und Hölle de Hannes Michael Schalle

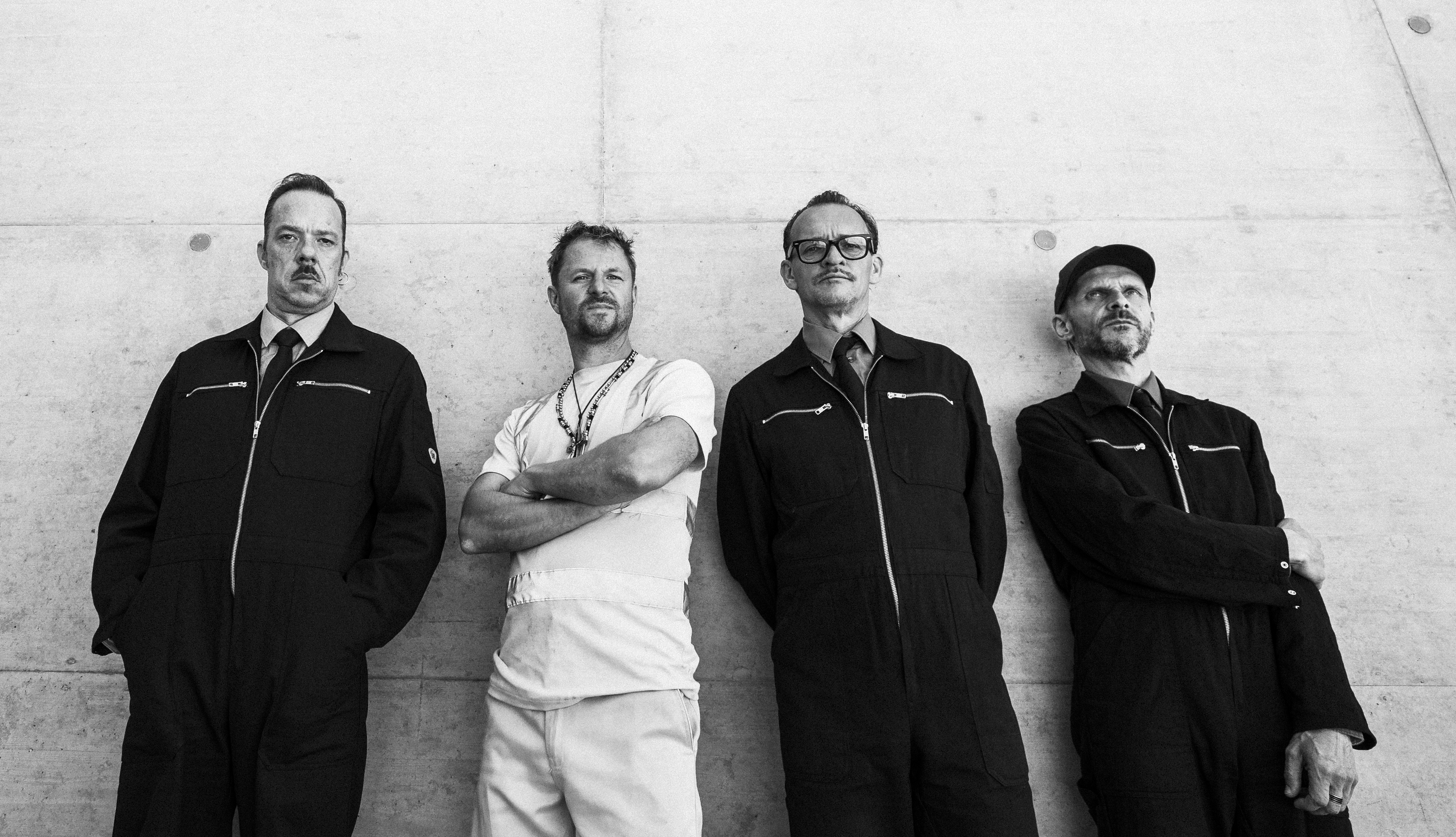
Philipp Hochmair & Die Elektrohand Gottes

## Proyectos
Hochmair realiza giras nacionales e internacionales con sus proyectos en solitario Werther! (de Goethe), El proceso y América (ambos de Franz Kafka).
Jedermann Reloaded es la interpretación róckera de Philipp Hochmair de la obra original de Hugo von Hofmannsthal Jedermann, que interpreta junto a su banda Die Elektrohand Gottes en el escenario. Esta actuación, que es excepcional, ha llamado mucho la atención a público y crítica, ya que Hochmair hace vibrar este espectáculo de un solo hombre asumiendo él solo todos los papeles. Con su banda, también ha puesto música a baladas de Friedrich Schiller en estilo rock, a las que con ello quiere dar nueva vida.
En noviembre de 2018, Philipp Hochmair y su banda presentaron el espectáculo de rock de Hochmair Jedermann Reloaded en la catedral vienesa de San Esteban. Toda la recaudación de esta obra benéfica, que agotó las entradas, se destinó a un hospicio sudafricano para enfermos de sida.
En noviembre de 2018, Jedermann Reloaded salió a la venta en CD, LP, iTunes y Spotify, en 2021 el Schiller Balladen Rave y en 2023 el Hagestolz de Adalbert Stifter.

## Premios
En 2017, Hochmair ganó el Premio del Festival Diagonale de Graz por su actuación en Tomcat.
En 2019, ganó el Premio de la Televisión Austriaca Romy por su papel Alexander Haller, el excomisario ciego en Blind ermittelt.
En 2022, ganó el Premio de la Televisión Austriaca Romy por su papel Reinhard Heydrich en La Conferencia.
En 2023, ganó el Premio Grimme por La Conferencia.
En 2024 ganó el Premio de Honor en el Festival de Cinema de Kitzbühel.
En 2024 ganó el Premio Cross Over en el Premio del teatro de música austríaco.

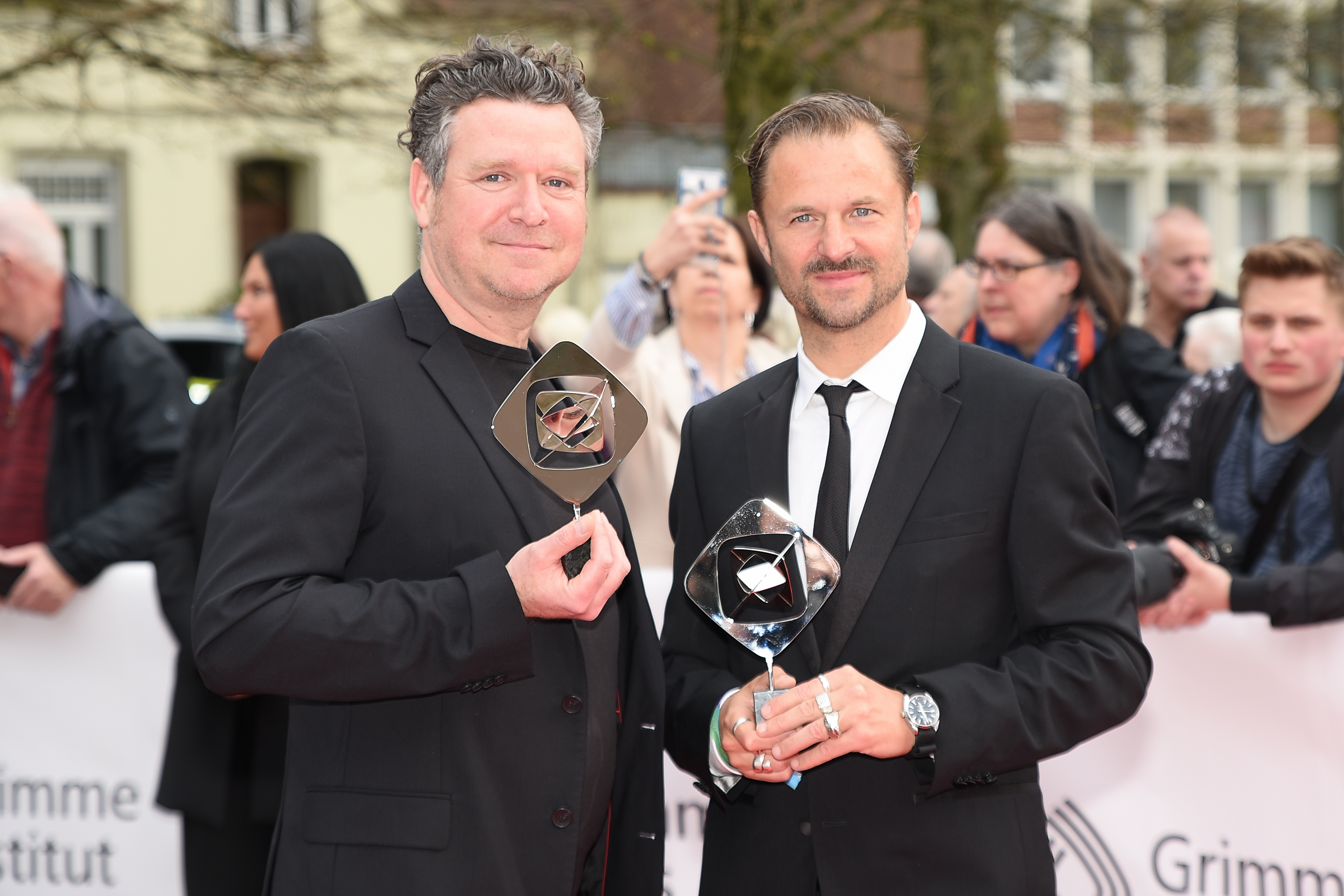
Premio Grimme 2023, Magnus Vattrodt, Philipp Hochmair